# Philippe d'Orléans (1674-1723)
Pour les articles homonymes, voir Philippe d'Orléans.
Philippe d’Orléans, couramment appelé le Régent, né le 2 août 1674 à Saint-Cloud et mort le 2 décembre 1723 à Versailles, est le régent du royaume de France pendant la minorité de Louis XV.
Petit-fils de Louis XIII, il est le fils du frère cadet de Louis XIV, Philippe de France, duc d’Orléans, dit « Monsieur ». D'abord duc de Chartres, il devient duc d'Orléans à la mort de son père en 1701 ; il est aussi duc de Valois, duc de Nemours et duc de Montpensier.
À la mort de Louis XIV, il devient régent, et son gouvernement, qui dure de 1715 jusqu'à sa mort en 1723, est appelé la Régence.
Il est l'arrière-arrière-grand-père de Louis-Philippe Ier, qui est le dernier roi ayant régné en France.

## Biographie

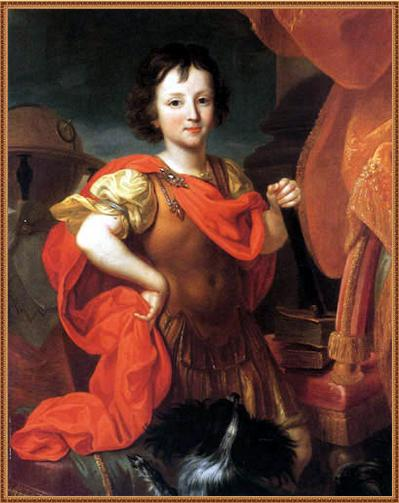
Philippe d'Orléans, duc de Chartres puis duc d'Orléans et enfin régent du Royaume de France, enfant.

### Les jeunes années
Petit-fils de France, Philippe d'Orléans est le fils de Philippe, précédent duc d'Orléans (dit Monsieur, frère unique du Roi) et de sa seconde épouse la Princesse Palatine Élisabeth-Charlotte de Bavière, et le neveu du roi Louis XIV.
Ses deux sœurs aînées ne joueront pas un grand rôle dans sa vie : Marie-Louise épouse dès 1679 Charles II, roi d'Espagne, et meurt en 1689, Anne-Marie d'Orléans épouse en 1684 Victor-Amédée II, duc de Savoie. Sa cadette de deux ans Élisabeth-Charlotte attendra jusqu'en 1698 pour épouser Léopold Ier, duc de Lorraine et de Bar.
Philippe d’Orléans est d'abord titré duc de Chartres. Il reçoit une éducation soignée, principalement tournée vers la fonction militaire et diplomatique, comme il sied à un petit-fils de France. Il s'intéresse particulièrement à l'histoire, la géographie, la philosophie, aux sciences et à la musique. Contrairement à son oncle et à son père, il monte mal, se montre mauvais danseur et n’aime pas la chasse. En revanche, il a la prodigieuse mémoire de son oncle : très tôt, il connaît sur le bout des doigts les mémoires et généalogies des grandes familles de la cour. Il a aussi une grande capacité de travail et de l'intelligence.

### Le mariage

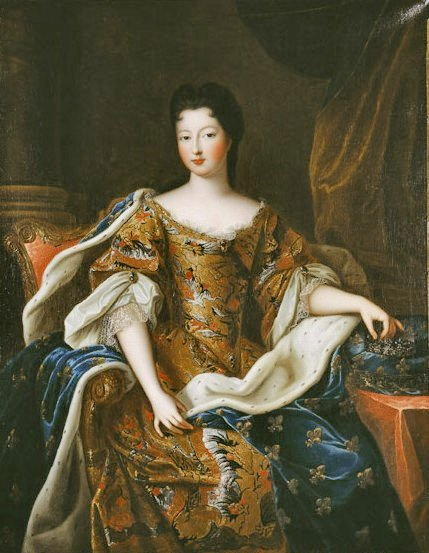
La duchesse de Chartres.

Avec la naissance des trois fils du Grand Dauphin, fils aîné de Louis XIV, le duc de Bourgogne en 1682, le duc d'Anjou en 1683, le duc de Berry en 1686, le duc de Chartres se retrouve sixième dans la ligne de succession au trône, ce qui ne lui laisse que bien peu d’espérances de régner et ne le place pas dans la meilleure situation pour faire un mariage avantageux. De plus, la France est en guerre avec la presque totalité de l’Europe, ce qui rend impossible un mariage étranger.
Aussi, dès 1688, Louis XIV fait allusion à Mademoiselle de Blois, bâtarde légitimée. Ce mariage parachèverait la politique d’abaissement des branches cadettes de la maison de Bourbon voulue par le Roi Soleil, mais Monsieur et sa femme, la Princesse Palatine, jugent une telle union tout simplement scandaleuse, indigne et pour tout dire inimaginable. Louis XIV utilise alors l'influence du marquis d'Effiat sur Monsieur pour le convaincre.
Philippe est plus hésitant, d’autant que l’idée est soutenue par son précepteur, l'abbé Dubois. Au début de 1692, Louis XIV convoque son neveu et lui déclare qu’il ne peut mieux lui témoigner son affection qu’en lui donnant en mariage sa propre fille Françoise-Marie de Bourbon, ce à quoi le jeune homme ne sait répondre qu’en balbutiant un remerciement embarrassé. La Palatine, apprenant l’issue de l’entrevue, jette les hauts cris mais ne peut affronter le roi, d’autant qu’elle sait ne pouvoir compter sur le soutien de son mari. Ce dernier ne se révolta que peu de temps avant sa mort, lançant à son frère que : « Sans tirer aucun profit de ce mariage, Chartres n’en gardera que la honte et le déshonneur ». Elle borne l’expression de son mécontentement à tourner le dos au Roi, après qu'il lui a fait une profonde révérence mais ensuite, comme seul le prétend le duc de Saint-Simon, elle donne à son fils une énorme gifle devant toute la Cour. Le mariage n’en a pas moins lieu, le 18 février 1692.

### Le militaire
L'année précédente, Philippe avait commencé la carrière des armes aux Pays-Bas, aux côtés de Louis XIV. Très vite, il se révèle bon officier, aimé de ses soldats, enchaînant les campagnes. En 1693, il se distingue par une brillante conduite au siège de Mons, à la bataille de Steinkerque et à la bataille de Neerwinden. Il se montre également très critique vis-à-vis de la stratégie de l’armée de Flandre. Ses quelques initiatives, de portée certes modeste, s’avèrent en revanche des succès. À la cour, les comparaisons fusent avec le Grand Condé, ce qui lui attire la jalousie des autres princes du sang.
Désireux de calmer le jeu, Louis XIV rappelle tous les princes en 1697. Philippe vit cette décision comme un camouflet personnel : on ne lui accorde aucun grand gouvernement, à la différence des bâtards, et on le prive de grand commandement. Il sait que son oncle désapprouve sa conduite : depuis l’adolescence, il fréquente les milieux libertins et mène une vie dissolue, ce que réprouve le strict duc de Saint-Simon, son ami d’enfance, qui reste pourtant à ses côtés lors de cette période de disgrâce. Il reçoit, à la mort de son père en 1701, le titre de duc d’Orléans. Rappelé à l’armée lors des campagnes difficiles de la guerre de Succession d'Espagne, il prouve sa bravoure à la bataille de Turin, en 1706.
En mars 1707, il est nommé pour commander les armées françaises en Espagne. Il accepte assez mal que le duc de Berwick ait précipité la bataille pour remporter un jour avant son arrivée, donc sans lui, une victoire. Philippe d’Orléans marche sur Saragosse qu’il prend, et fait de même avec Lérida. Il rentre à Versailles et revient en Espagne en février 1708 pour entamer le siège de Tortosa, entreprise vouée à l’échec selon les jaloux prince de Condé et prince de Conti. Le 11 juillet, Tortosa capitule. Condé et Conti envoient le marquis de Dangeau complimenter Madame, la mère de Philippe d’Orléans, persuadés que la nouvelle était fausse. Ils en sont pour leurs frais et doivent constater la victoire de leur rival dans les faveurs du roi.
Mais l’ambition du duc d’Orléans le fait participer à des réunions où l’on évoque ce qui pourrait advenir si le roi d’Espagne, Philippe V venait à quitter son trône. Un personnage agissant en son nom se fait repérer et la princesse des Ursins, intriguant contre la France de façon maladroite, réussit à convaincre la couronne d’Espagne qu’Orléans voulait le renverser. Ce dernier rentre en France et paraît à Versailles comme si de rien n’était. Louis XIV, avant de mourir, certifiera qu’une enquête avait été menée et que rien ne justifiait les soupçons de la cour d'Espagne.
Son ambition mal déguisée et son goût pour la chimie le font soupçonner d’avoir contribué aux morts du dauphin et de sa famille. Louis XIV lui témoigne froideur et défiance et lui impose, par son testament secret, la présence des légitimés dans le Conseil de régence. Ce testament sera cassé, de façon curieuse, par le Parlement. Ces soupçons d'empoisonnement semblent d'autant moins justifiés que pour accéder à la couronne de France, Philippe d'Orléans aurait dû assassiner le nouveau dauphin et futur Louis XV, mais également Philippe V d'Espagne, qui venaient avant lui dans l'ordre de succession. En fait, la famille avait succombé à une maladie virale (les morts sont espacées de moins d'un mois, ce qui serait peu habile et peu discret pour un empoisonnement). Ces rumeurs furent sans doute semées par les princes jaloux.

### Le Régent

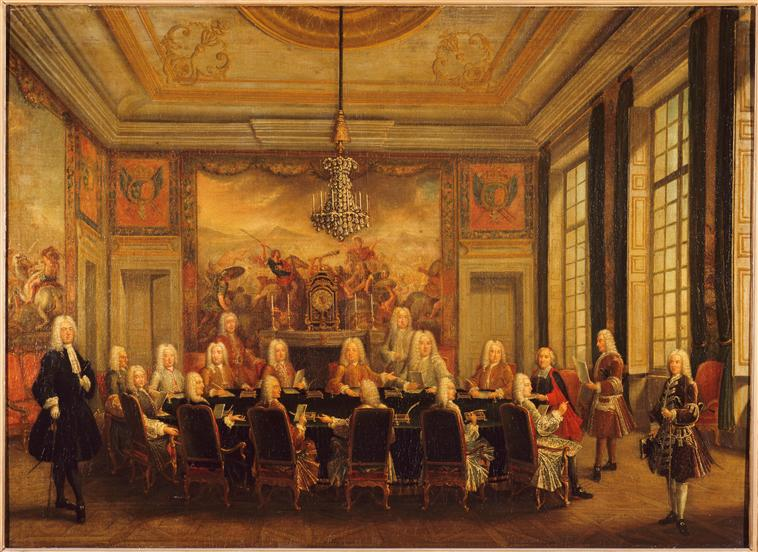
Conseil du Régent au Palais-Royal.
À droite, le cardinal de Fleury.

Le lendemain de la mort de Louis XIV, le 2 septembre 1715, conformément à l’usage, la lecture du testament royal est effectuée lors d'une séance solennelle au parlement de Paris, rassemblant toutes les cours souveraines, les princes du sang et les ducs et pairs, qui doit proclamer la régence. Dans son testament, Louis XIV tente de limiter les pouvoirs du duc d’Orléans, et indique alors la composition du conseil de régence, véritable conseil de gouvernement. Il confie ainsi au duc du Maine, un de ses bâtards légitimés, la garde et la tutelle du jeune Louis XV en le nommant régent du royaume, disposant également de la Maison militaire.
Philippe d'Orléans, adulte de la famille royale le plus proche du roi, qui dispose alors de la charge, purement honorifique, de « président du conseil de régence », s’efforce, et obtient, de faire casser un testament qui le prive de prérogatives qu’il juge dues à sa naissance. Le Parlement le reconnaît donc comme seul régent, ce qui lui permet de réorganiser le Conseil à son gré et d’évincer le duc du Maine, bientôt exclu de la succession au trône que son père lui avait accordée. Toutefois, le Régent doit, pour rallier le Parlement de Paris à sa cause, lui restituer le droit de remontrance supprimé par Louis XIV, ce qui ne sera pas sans conséquence au XVIIIe siècle.

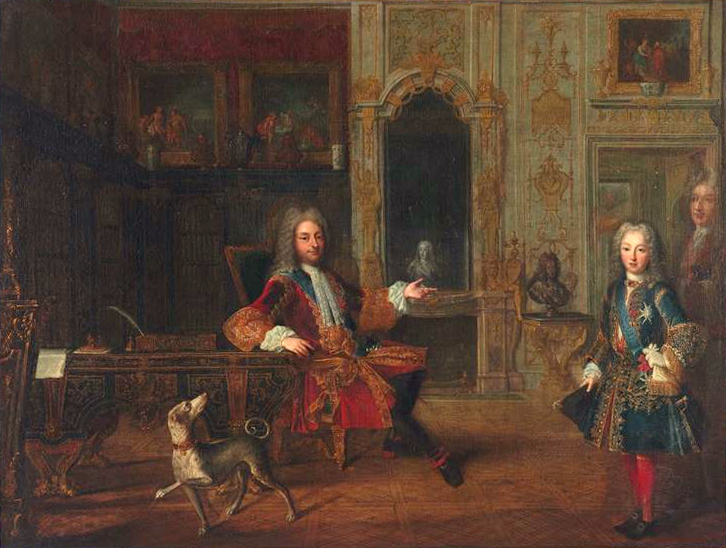
Philippe II d’Orléans et Louis XV.

Il tente de séduire les Français par une politique nouvelle : la paix est rétablie. Il soutient les jansénistes, abandonne la cause des Stuarts, tente de rétablir les finances et l’économie avec les audaces de Law. Ce revirement diplomatique aura pour conséquence sur les derniers descendants de la dynastie catholique des Stuart que Jacques-Édouard se réfugiera en Avignon puis à Rome.
En entamant sa régence, il adresse, le 4 octobre 1715, une « Lettre à MM. les intendants commissaires départis dans les provinces », dans laquelle il déclare que sa préoccupation majeure est le poids excessif des différentes taxes et annonce son intention d’établir un système d’imposition plus juste et plus égalitaire. Sur le plan de l’organisation du gouvernement, le Régent entame la politique de polysynodie, sans doute sous l'influence de son ami Saint-Simon : le remplacement des ministres par des conseils rassemblant des grands seigneurs et des techniciens.
En 1718, le Régent renonce à la polysynodie et reprend le type de gouvernement en vigueur sous Louis XIV. Il opère aussi un changement dans sa politique religieuse. Après avoir soutenu le cardinal de Noailles et les ecclésiastiques opposants à la bulle Unigenitus, il constate avec déception l'inefficacité de sa loi du silence visant à réduire la fracture du clergé de France. Avec le soutien des cardinaux Bissy et Rohan, il s'engage dans la voie de l'accommodement et la rédaction d'un corps de doctrine, sorte de synthèse des vues gallicanes sur la querelle janséniste, signé en 1720. Le régent est particulièrement satisfait de sa politique et déclare avec son humour habituel :

« J'ai bridé mes ânes ! »

Sur les autres aspects de la politique, il s’impose aux parlements et aux légitimés (septembre 1718), prend les armes contre l’Espagne dans une alliance avec Londres et Vienne (janvier 1719). La personnalité de l’abbé Dubois, son ancien précepteur, devenu archevêque, cardinal et ministre, s’impose de plus en plus auprès de Philippe, le fonctionnement de la polysynodie devenant de plus en plus difficile.
Le Régent réside au Palais-Royal qui devient, de 1715 à 1723, le cœur de la vie politique et artistique, supplantant Versailles. Sur le plan personnel, Philippe d'Orléans n'a rien changé à sa vie frivole. Le Palais-Royal est le théâtre de ses abandons à la débauche en compagnie de ses « roués », « fanfarons d’incrédulité et de crimes » ; les petits soupers y tournent parfois à l’orgie.
Les chansons satiriques de l'époque lui prêtent une relation incestueuse avec sa fille aînée, Marie-Louise-Élisabeth d'Orléans qui, après la mort de son mari, accumule les amants et scandalise la cour tant par sa soif d'honneurs et de gloire que par ses coucheries et ses grossesses illégitimes.

### Sacre deLouisXVet mort de Philippe d'Orléans

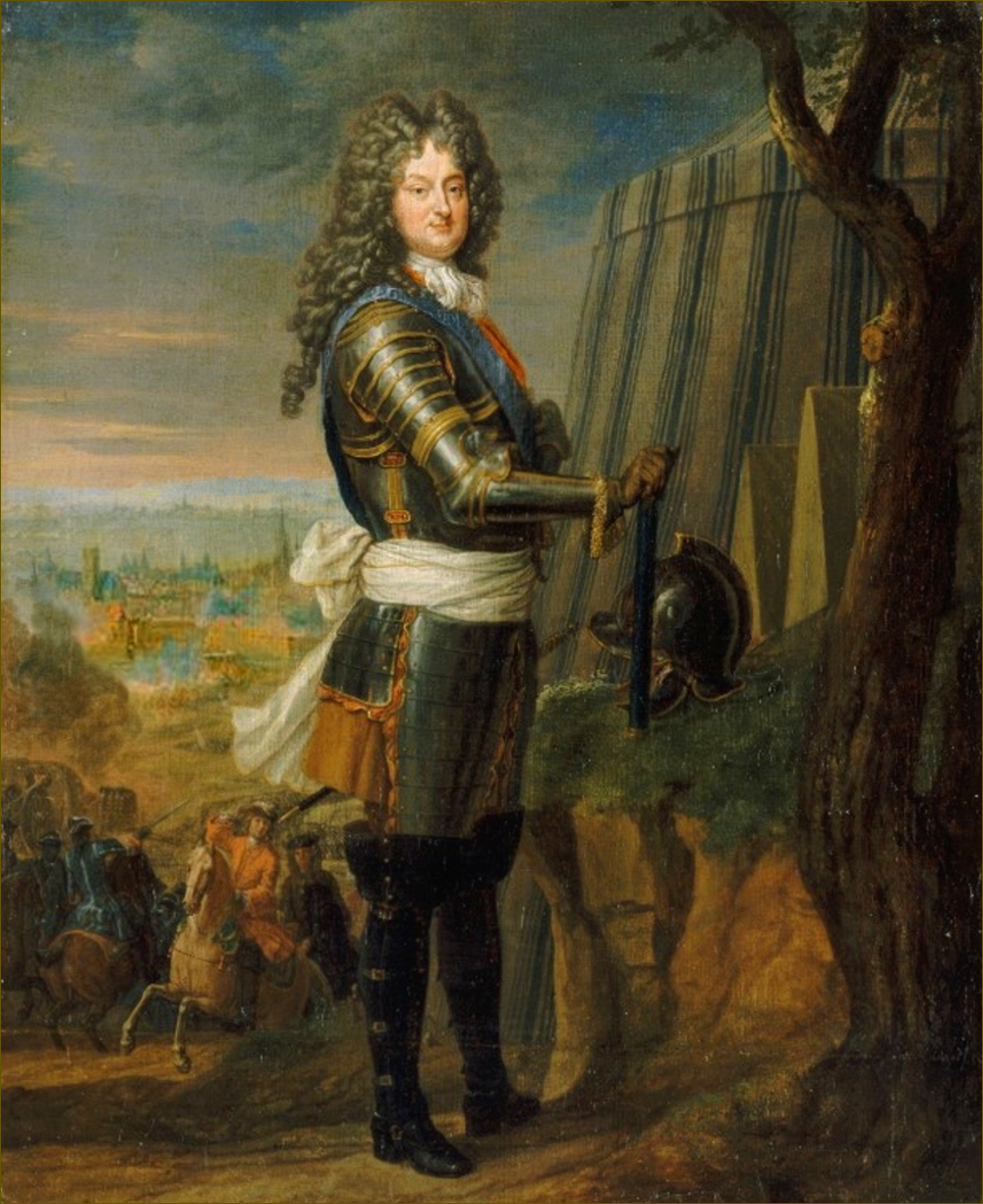
Le Régent en 1717 par Jean-Baptiste Santerre.

Lorsque les calamités fondent sur le royaume — incendies, peste de Marseille, effondrement du système de Law —, le pays souffre et gémit, on accuse l'irréligion du Régent. Cependant, la sagacité et la finesse du cardinal Dubois dans les affaires, l’énergie intermittente de Philippe d'Orléans et l’absence de toute opposition organisée permettent à la monarchie de rester debout. Louis XV est sacré le 25 octobre 1722 et confirme le cardinal Dubois comme principal ministre, mais celui-ci mourra le 10 août 1723.
En 1722, la cour se réinstalle à Versailles, le cérémonial de cour est remis en vigueur et la Maison du roi est reconstituée. Philippe d’Orléans sollicite alors, auprès de Louis XV qui a pour lui la plus vive affection, la place de principal ministre et le roi la lui accorde sans hésiter. C’est la première fois dans l’histoire de la monarchie qu’un petit-fils de France est investi de telles fonctions. Le duc d’Orléans, jugeant ses ministres médiocres, ne leur délègue pas les affaires mais sa mauvaise santé le rend lui-même incapable. Il a beaucoup grossi et est sujet à de fréquentes somnolences. Il refuse de suivre les avis que lui donnent son entourage et son médecin Pierre Chirac. Plutôt que de se modérer, il dit préférer une mort subite et donne à certains l'impression d'une course suicidaire. Les bookmakers de Londres prennent des paris sur la date de sa mort. Il meurt le jeudi 2 décembre 1723 après souper vers sept heures du soir, assoupi dans son fauteuil sur l'épaule d'une de ses favorites, la duchesse de Phalaris.
Son cœur est porté à la chapelle Sainte-Anne (nommée la « chapelle des cœurs » renfermant les cœurs embaumés de 45 rois et reines de France) de l'église du Val-de-Grâce. En 1793, lors de la profanation de cette chapelle, l'architecte Louis François Petit-Radel s'empare de l'urne reliquaire en vermeil contenant son cœur, le vend ou l'échange contre des tableaux à des peintres qui recherchaient la substance issue de l'embaumement ou « brun momie » — très rare et hors de prix — alors réputée, une fois mêlée à de l'huile, pour donner un glacis incomparable aux tableaux.

### Bilan et personnalité du Régent
La vie privée du régent a pu défavorablement influencer le jugement porté sur sa politique gouvernementale. Sa régence s’en est mieux tirée que la plupart des autres, son goût pour les idées nouvelles l’ayant conduit à engager des réformes novatrices : c’est ainsi qu'est née la polysynodie, qui comportait de nombreux Conseils se chargeant des affaires du royaume:25. Ces conseils peuvent être assimilés à des organes subalternes du régime, mais les réformes qu'ils ont pu mettre en place furent toutefois efficaces, les nobles étant assistés de roturiers éprouvés à ces exercices:31. Cependant, son action la plus significative fut d'accepter le droit de remontrance du Parlement, ce qui eut des conséquences importantes par la suite : blocage des réformes voulues par Louis XV en premier lieu, et par Louis XVI ensuite, ce qui mena à la révolution de 1789.
La politique étrangère du Régent a été, contrairement à celle de Louis XIV, globalement favorable à la paix, même s’il a eu à mener, au début de sa régence, une courte guerre avec l'Espagne, dont le roi, inquiet de son renversement d’alliance, avait tenté de le faire renverser par le duc du Maine à travers la conspiration de Cellamare.
La seconde partie de la Régence le voit opter pour un rapprochement avec les puissances protestantes en signant une Triple Alliance à La Haye en 1717 avec les Provinces-Unies et l’Angleterre, alliance complétée l’année suivante, par la Quadruple Alliance avec l’Autriche . Il a néanmoins promu la paix avec l'Espagne en entérinant la paix d'Utrecht et en scellant l’alliance des Bourbons de France et d'Espagne par les fiançailles, en 1721, du jeune Louis XV avec l'infante Marie-Anne-Victoire d'Espagne, âgée de 5 ans,.
Dans le domaine économique, lorsque le Régent est entré aux affaires, les caisses de l’État étaient vides et le peuple était écrasé par les guerres qui avaient eu lieu à la fin du règne de Louis XIV. Les principales conséquences du système mis en place par John Law furent d'ailleurs positives : relance de l’économie, allègement de la dette de l'État, désendettement des agents privés sous le double effet de l'inflation et de la baisse des taux d'intérêt, et boom économique durable, avec l'essor du commerce extérieur, offrant à l’État de telles marges de manœuvre financières que celui-ci n'allait retrouver jusqu'à la Révolution, bien que les Français aient par la suite conservé une vive méfiance contre le papier-monnaie, si bien qu’à la veille de sa mort, Philippe d’Orléans songeait à rappeler le financier, mais la mort l’en a empêché.
La personnalité du Régent fut plus contrastée. Il était réputé pour sa débauche, il s'adonnait à des orgies au cours des fameux petits soupers en compagnie de quelques convives, qu'on appelait les « roués », comme le marquis d'Effiat, le marquis de Canillac, le marquis de Biron, etc. Sa fille, « Joufflotte », la plantureuse duchesse de Berry qui avait une réputation de Messaline, y participait souvent. On lui prête plus de cinq favorites et il fut même précoce dans le domaine sentimental, étant donné qu'il eut en 1688, alors âgé de quatorze ans, une fille avec une certaine Éléonore, fille d'un concierge du garde-meuble du château où il vivait. Le duc de Saint-Simon laissa à tort de lui l'image d'un prince oisif, indolent et superficiel. Il avait en effet de grandes capacités de travail. Quand il n'était que le fils de Monsieur, frère du Roi, il se montra volontiers peu travailleur, mais dès qu'il devint Régent, il était capable de se lever très tôt et de travailler jusque tard dans l'après-midi. Pour finir, les deux opéras auxquels il travaille (en faisant un peu de composition, écrivant le livret et en réalisant les décors des représentations) dans les années 1690, montrent son goût pour les arts en général. Néanmoins il ressentait dès cette époque une inimitié à l'encontre de Voltaire qu'il fit mettre à la Bastille en 1717 : en présence d'un informateur de police, Arouet s'était répandu en propos injurieux contre la duchesse de Berry, ajoutant que la princesse, grosse à nouveau, se terrait au château de la Muette pour y accoucher.

## Activités artistiques

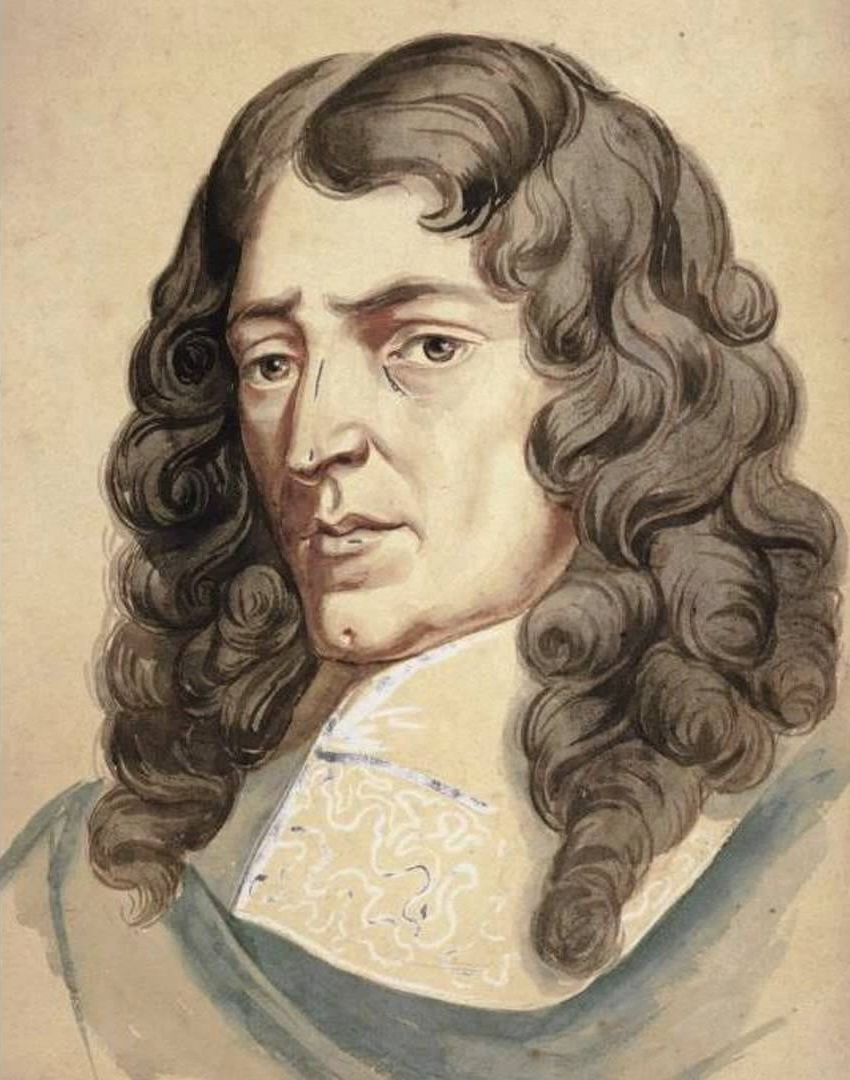
Marc-Antoine Charpentier.

Au début des années 1690, il eut pour sa formation musicale Marc-Antoine Charpentier, qui lui offrit un petit traité de Règles de composition H.550. En collaboration avec son maître de musique, il composa des motets, parmi lesquels un Laudate Jérusalem Dominum à cinq parties, un opéra, Philomèle aujourd'hui perdu. Par la suite il eut d'autres compositeurs à son service : parmi eux Jean-Baptiste Morin nommé « Ordinaire de la musique » (probablement dès 1701), André Campra, Nicolas Bernier, Henry Desmarest et Charles-Hubert Gervais, avec lequel Philippe d’Orléans compose deux autres opéras, Suite d'Armide ou Jérusalem délivrée et Penthée. Sa participation à la composition d’Hypermnestre de Charles-Hubert Gervais demeure discutable et se cantonnerait à la composition des deux tambourins.
Il a peint et gravé avec talent : on lui doit les illustrations d’une édition de Daphnis et Chloé pour laquelle il aurait fait poser nue la duchesse de Berry (que la rumeur accusait d'être la maîtresse de son père). Il achète pour sa couronne le Régent, le diamant réputé le plus beau d’Europe.
Il a constitué la collection de la maison d'Orléans, rassemblant près de cinq cents tableaux destinée à orner les galeries de sa principale demeure, le Palais-Royal.
Il est à l'origine du Recueil Crozat, sollicitant Pierre Crozat dans cette entreprise novatrice d'un catalogue gravé des plus beaux tableaux et dessins italiens issus des collections françaises.

### Descendance
Ce mariage arrangé, non désiré, ne fut guère heureux. Philippe, devenu duc d'Orléans en 1701 à la mort de son père, appelait sa femme « Madame Lucifer ». Ils eurent cependant huit enfants mais un seul fils :
1. « Mademoiselle de Valois » (17 décembre 1693 – 17 octobre 1694) ;
2. Marie-Louise-Élisabeth d'Orléans (20 août 1695 – 21 juillet 1719), surnommée « Joufflotte », épouse (1710) Charles de France, duc de Berry ;
3. Adélaïde d’Orléans (13 août 1698 – 10 février 1743), « Mademoiselle d’Orléans », abbesse de Chelles ;
4. Charlotte-Aglaé d'Orléans (20 octobre 1700 – 19 janvier 1761), « Mademoiselle de Valois », épouse (1720) François Marie d’Este, duc de Modène ;
5. Louis Ier d'Orléans, duc de Chartres, puis duc d’Orléans (1723), surnommé « le Pieux » (4 août 1703 – 4 février 1752) ;
6. Louise-Élisabeth d'Orléans (11 décembre 1709 – 16 juin 1742), « Mademoiselle de Montpensier », épouse (1723) Louis Ier, roi d’Espagne ;
7. Philippine-Élisabeth d'Orléans (18 décembre 1714 – 21 mai 1734), « Mademoiselle de Beaujolais » ;
8. Louise d'Orléans (27 juin 1716 – 26 septembre 1736), « Mademoiselle de Chartres », épouse (1732) Louis François de Bourbon, prince de Conti.

Il eut également plusieurs enfants naturels dont :
- Charles de Saint-Albin (1698-1764), né de Florence Pellerin, qui fut évêque-duc de Laon (1721) puis archevêque-duc de Cambrai (1723) ;
- Jean-Philippe d'Orléans (1702-1748), né de Marie Louise Madeleine Victoire Le Bel de La Boissière de Séry, dite la comtesse d’Argenton, qui fut légitimé en 1706 et fut Grand-Prieur de l’ordre de Saint-Jean de Jérusalem en France (dit « le chevalier d’Orléans » ou « le Grand-Prieur d’Orléans ») ;
- Angélique de Froissy (1702-1785), née de Charlotte Desmares (1682-1753), qui fut légitimée en 1722 et épousa le comte de Ségur.
- une fille née en 1688 (le Régent fut père à 14 ans), née d'une prénommée Florence, servante au Palais Royal et fille de la femme du concierge du garde-meubles du Palais Royal. Cette fille a épousé Henri de Charencey.

Sa favorite était Madame de Parabère.

## Titulature et décorations

### Titulature
- 2 août 1674 – 9 juin 1701 : Son Altesse Royale Mgr Philippe d'Orléans, petit-fils de France, duc de Chartres
- 9 juin 1701 – 2 décembre 1723 : Son Altesse Royale Mgr Philippe d'Orléans, petit-fils de France, duc d'Orléans
- 1er septembre 1715 – 15 février 1723 : Son Altesse Royale le régent

### Décorations dynastiques
Royaume d'Espagne
| Ordre de la Toison d'Or | Chevalier de l'ordre de la Toison d'Or (1701) |

 Royaume de France
| Ordre du Saint-Esprit                   | Chevalier des ordres du Roi (2 juin 1686)                     |
| Ordre royal et militaire de Saint-Louis | Chevalier de l'ordre royal et militaire de Saint-Louis (1693) |

## Représentations dans les arts

### Littérature
- Le Chevalier d'Harmental d'Alexandre Dumas, 1842.
- Une fille du régent d'Alexandre Dumas, 1845.
- Le Bossu de Paul Féval, 1857.

### Cinéma
- Le Bossu film d'André Hunebelle avec Jean Marais et Bourvil (1960) et dans le rôle du Régent : Paul Cambo.
- Que la fête commence, film de Bertrand Tavernier (1975) avec Philippe Noiret dans le rôle du Régent.
- Le Bossu, de Philippe de Broca (1997). Philippe Noiret joue une nouvelle fois le rôle du Régent.
- Dans le film L'Échange des princesses (2017), il est joué par Olivier Gourmet.
- Dans le film Chevalier (2023) de Stephen William, le Régent, ami de Joseph Bologne, dit le « Chevalier de Saint-Georges », est incarné par Alex Fitzalan.

### Télévision
- L'émission Secrets d'histoire sur France 2 du 10 août 2017, intitulée Le Régent, un libertin sur le trône de France, lui est consacrée[32].
- Dans la série Les Aventures du jeune Voltaire de 2021, il est joué par Thibault de Montalembert[33].

### Sources primaires

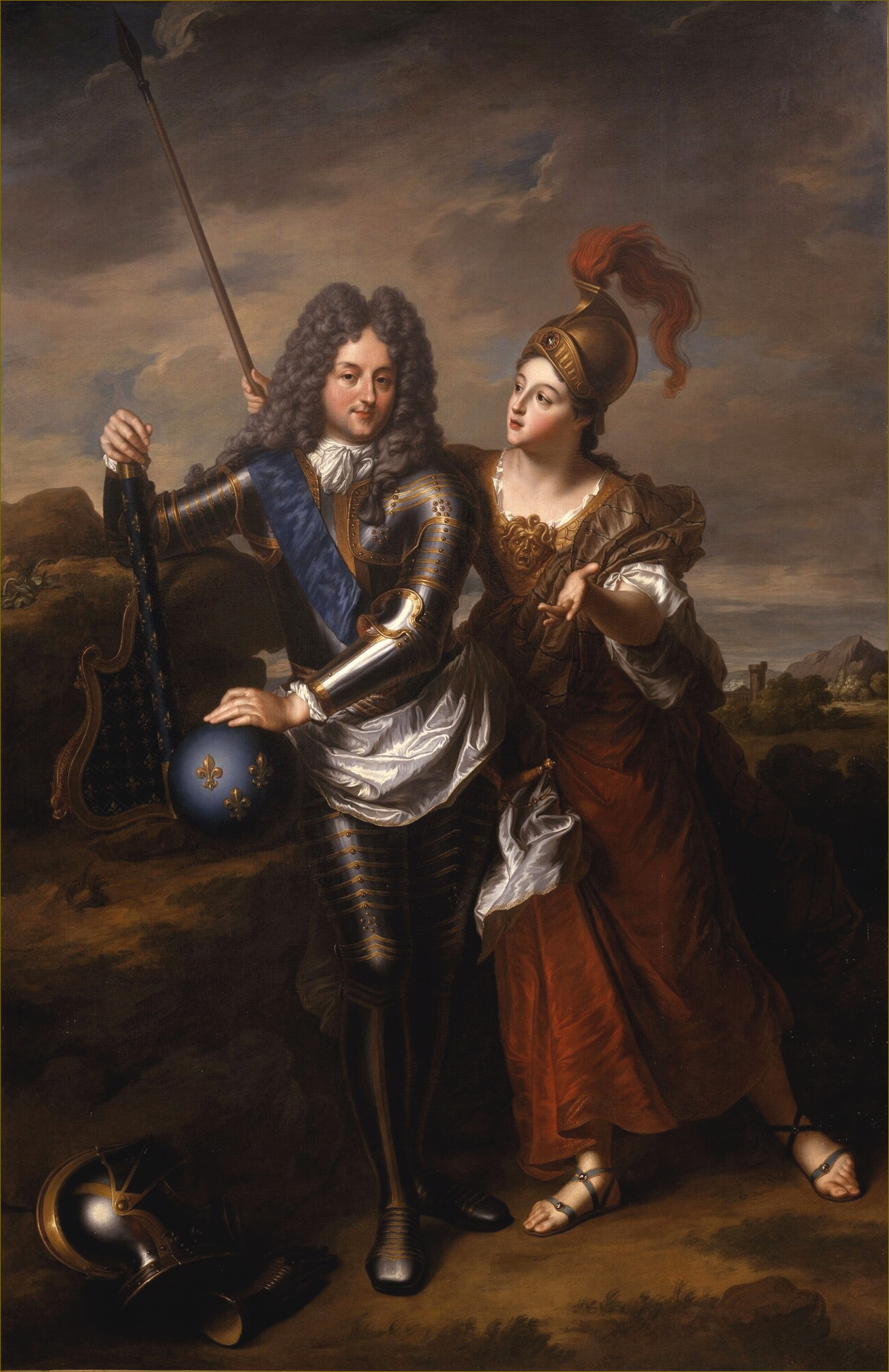
Le duc Philippe d'Orléans avec Madame de Parabère représentée en Minerve.
Toile de Jean-Baptiste Santerre.